# Ганевич Іван Васильович
Іван Васильович Ганевич (4 липня 1915, с. Катаржине, Тираспольський повіт, Херсонська губернія, Російська імперія — 29 квітня 1976, м. Одеса) — радянський науковець, доктор історичних наук, професор.

## Життєпис
І. В. Ганевич народився 4 липня 1915 року в селі Катаржине (нині село Знам'янка Березівського району Одеської області) в селянській родині.
У 1941 році закінчив історичний факультет Одеського державного педагогічного інституту. Працював учителем історії, директором школи.
Від 1944 року викладав у вишах Одеси.
В 1950 році захистив дисертацію «Роль СРСР у визволенні Болгарії від німецьких фашистів» на здобуття наукового ступеня кандидата історичних наук. Згодом присвоєно вчене звання доцента, У 1961 році за монографію «Боротьба болгарського народу під керівництвом Комуністичної партії за національне й соціальне визволення (1941—1944)», видану у видавництві Київського університету, йому було присуджено науковий ступінь доктора історичних наук. В 1964 році присвоєно вчене звання професора.
З 1953 року працював в Одеському університеті доцентом, професором, а з 1962 року — завідувачем кафедри історії КПРС.
Помер 29 квітня 1976 року. Похований на Другому християнському кладовищі міста Одеса.

## Наукова діяльність
Досліджував історію Болгарії XX століття. Є автором понад 60 наукових праць. Підготував 6 кандидатів історичних наук.

#### Праці
- Борьба болгарского народа под руководством Коммунистической партии за национальное и социальное освобождение (1941—1944 гг.). — К., 1959;
- Боротьба болгарського народу за завершення будівництва соціалізму. — К., 1964 [у співавт.];
- Историография и источниковедение национально-освободительной и классовой борьбы болгарского народа в период второй мировой войны (Конспект лекций по спецкурсу). — Одесса, 1965. — 63 с.
- Деятельность Болгарской коммунистической партии по укреплению диктатуры пролетариата (сентябрь 1944—1948 гг.). — К., 1974. — 207 с.

## Нагороди
- Грамота Президії Верховної Ради Української РСР (1965 р.)
- Орден Кирила та Мефодія 2 ст.[ru] (Болгарія)